# Carl Leopold Netter

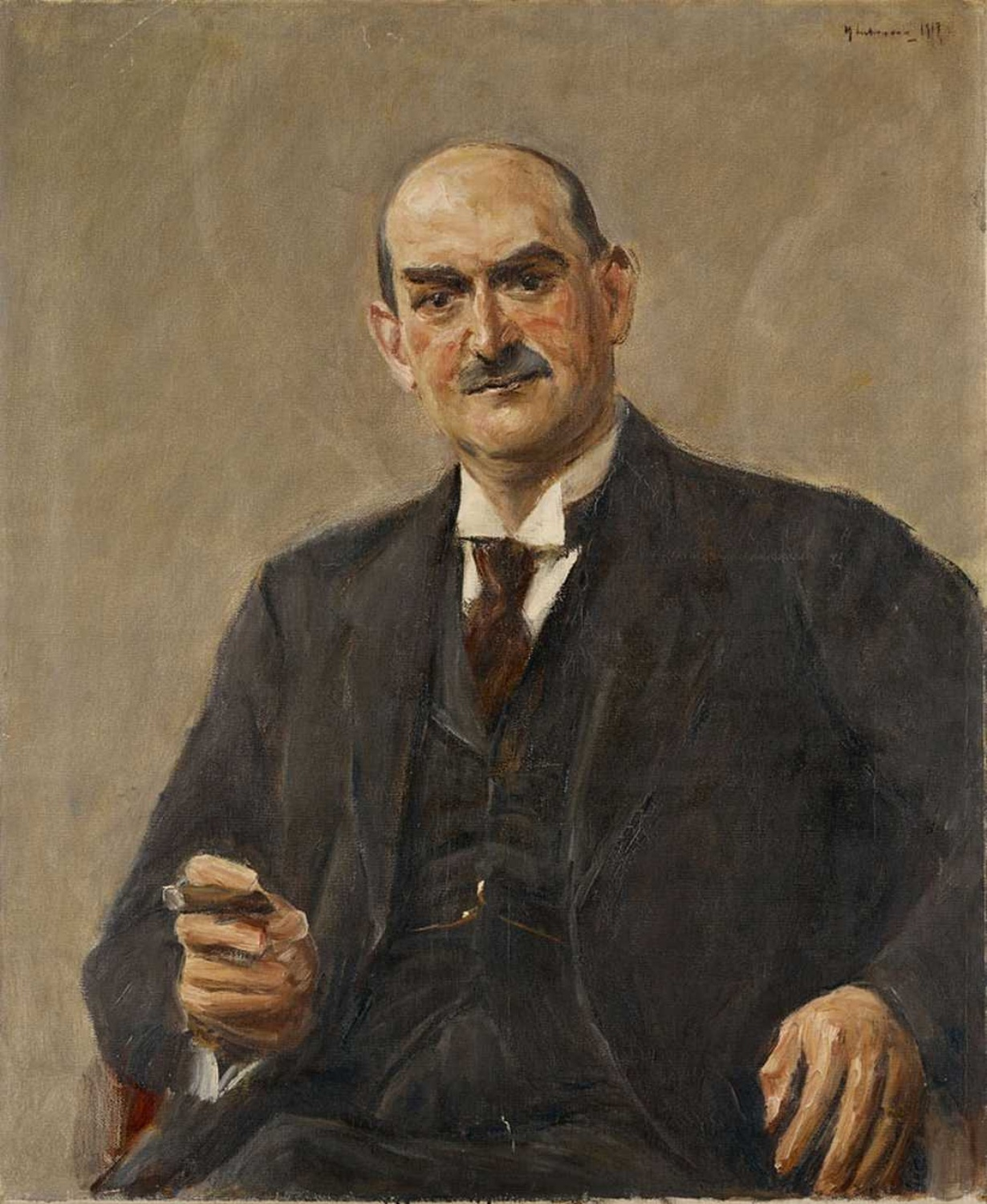
Max Liebermann: Kommerzienrat Dr. Carl Leopold Netter, 1917

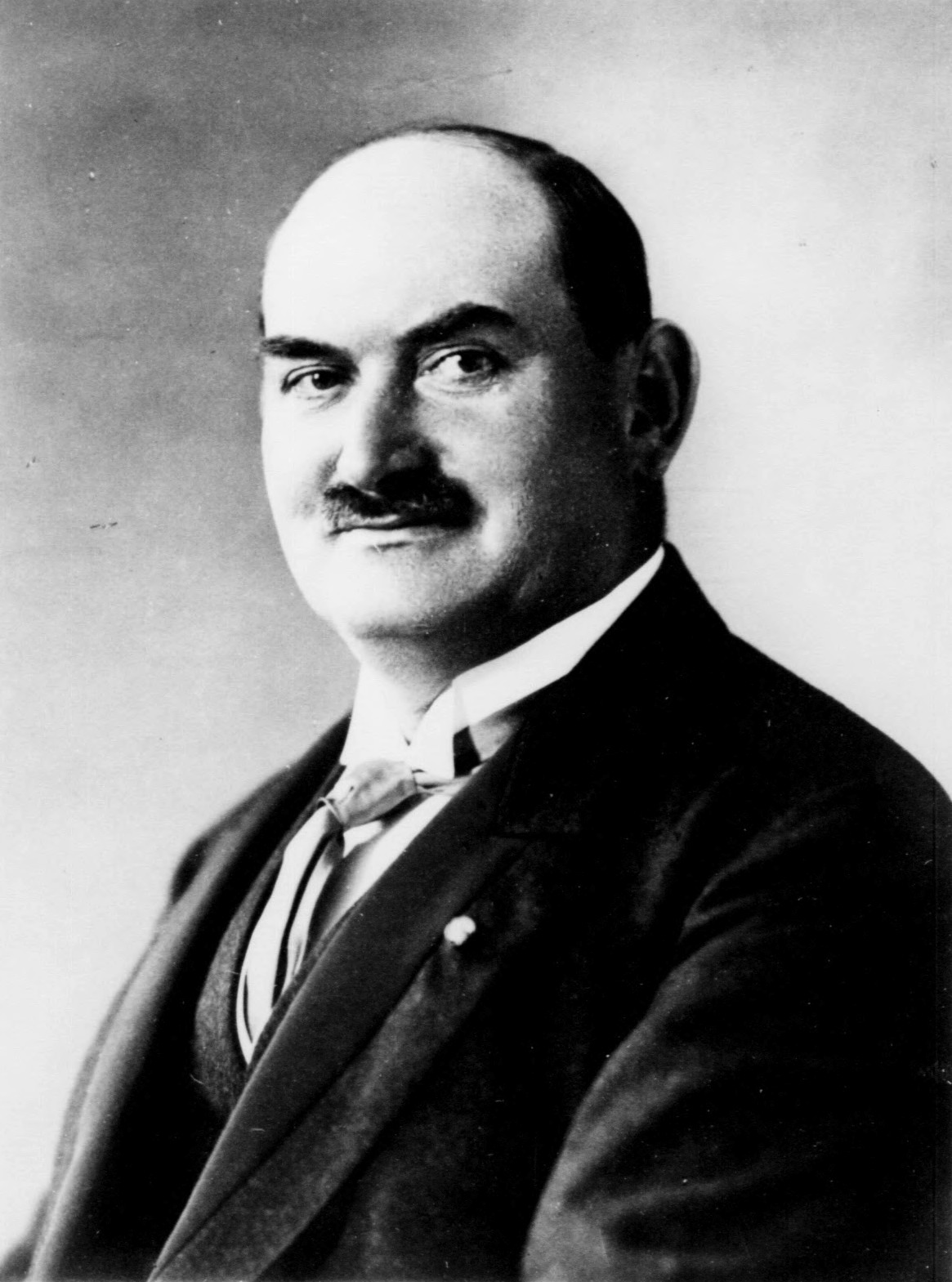
Carl Leopold Netter

Carl Leopold Netter, auch Karl (* 29. Januar 1864 in Bühl; † 14. Juli 1922 in Baden-Baden) war ein deutscher Unternehmer und Mäzen.

## Leben und Wirken
Er war der Sohn des Bühler Unternehmers Jacob Netter, der zusammen mit dessen Bruder Joseph das Eisenwarengeschäft ihres Vaters Wolf Netter stark ausgebaut und auf die Herstellung von Eisen- und Stahlprodukten ausgeweitet hatte. 1873 expandierte das Unternehmen durch Salomon Jacobi nach Straßburg und wurde zu Wolf Netter & Jacobi. Carl Leopold Netter trat 1885 nach dem Tod seines Bruders Emil in die Unternehmensleitung ein. Er übernahm die Leitung des Werkes in Berlin-Adlershof und die Repräsentanz in Berlin. In seiner Zeit expandierte das Unternehmen stark.
Carl Leopold Netter war vielfältig engagiert. In Berlin war er Ältester der Berliner Kaufmannschaft und ehrenamtlicher Handelsrichter bei der Kammer für Handelssachen am Landgericht I in Berlin. In der Jüdischen Gemeinde Berlin war er Vorsitzender der Baukommission und gehörte zu den Wohltätern der Hochschule für die Wissenschaft des Judentums, des Israelitischen Krankenhauses und der Jüdischen Colonisationsgesellschaft (J.C.A.) sowie des Central-Vereins deutscher Staatsbürger jüdischen Glaubens. 1915 bis 1920 war er Vorsitzender des Krankenhausvorstands. Er war Mitglied der Berliner Freimaurer-Loge Friedrich zur Gerechtigkeit. Für seine Verdienste erhielt er den Titel Kommerzienrat. In seiner Heimatstadt Bühl stiftete er 1905 die Mittel zur Anlegung des Stadtgartens mit dem Großherzog-Friedrich-Denkmal, stattete die Realschule und die Gewerbeschule mit Lehrmitteln und Stipendien aus und machte regelmäßig Zuwendungen für die Ortsarmen aller Konfessionen möglich. 1906 wurde ihm die Ehrenbürger-Würde Bühls verliehen.
Mitten im Ersten Weltkrieg stiftete er 1916 auf den Vorschlag von Karl Heinsheimer, der über Cäcilie, geb. Netter, seine Schwiegermutter mit ihm verwandt war, ein Seminar für rechtswirtschaftliche und rechtsvergleichende Studien an der Universität Heidelberg und errichtete dazu 1918 eine Stiftungsprofessur, auf die Friedrich Karl Neubecker berufen wurde. Nachdem das Stiftungskapital zum großen Teil in der Inflation der zwanziger Jahre des 20. Jahrhunderts verloren ging, wurde die Stiftungsgründung von der Universität Heidelberg übernommen. Das Seminar besteht als Institut für ausländisches und internationales Privat- und Wirtschaftsrecht der Universität Heidelberg fort. Die von Netter begründete „Stiftung von 1916 für rechtswirtschaftliche und rechtsvergleichende Studien“ fördert dieses Institut mit den verbliebenen Mitteln bis heute. Ein Teil der Netterschen Gründung wurde später integriert in das Max-Planck-Institut für ausländisches öffentliches Recht und Völkerrecht. Die Heidelberger Juristische Fakultät verlieh ihm 1917 den juristischen Ehrendoktor.

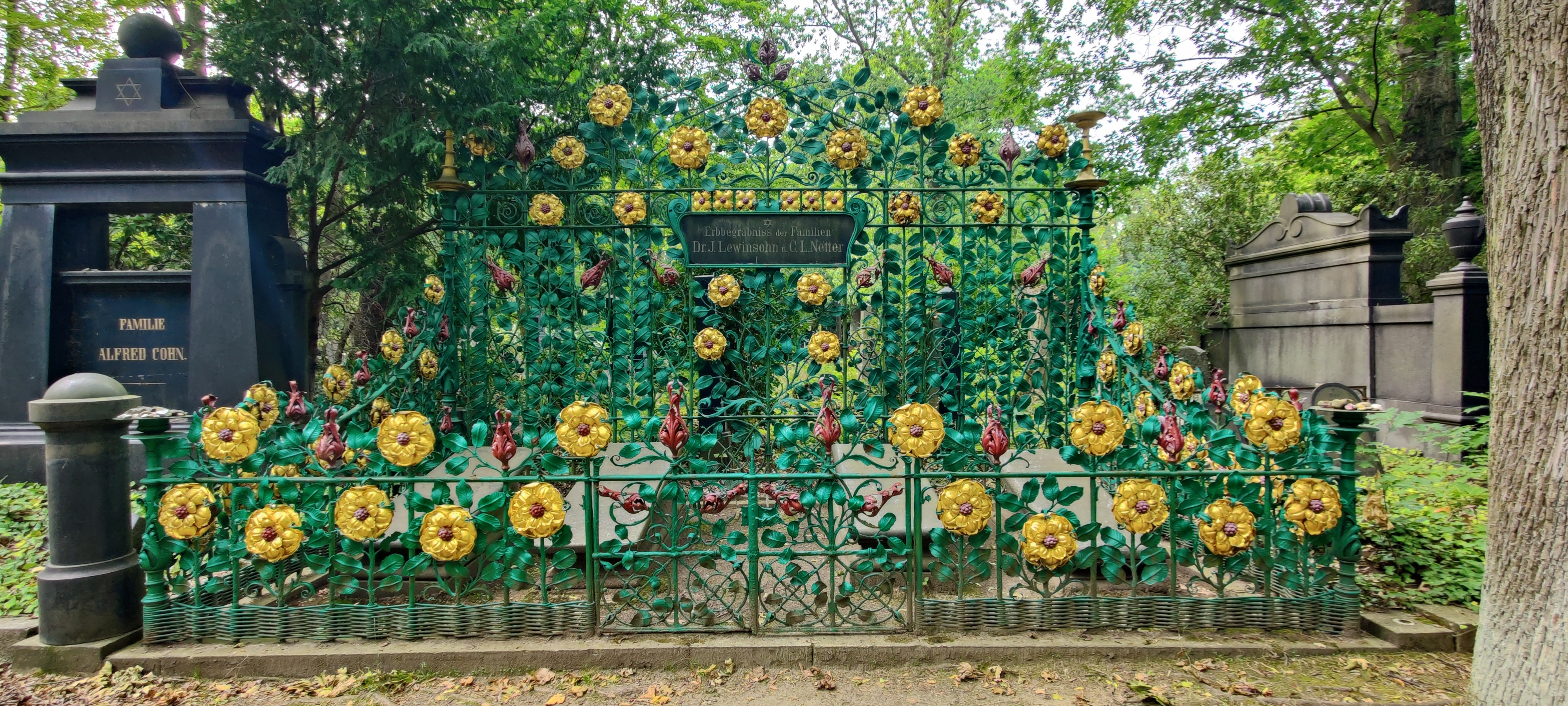
Kunstvoll gearbeitete Einzäunung seiner Grabstätte (Erbbegräbnis der Familien Dr. J. Lewinsohn und Carl Leopld Netter)

Carl Leopold Netter war seit 1891 mit Clara, geb. Bloch (* 1872) verheiratet. Sie starb jedoch schon am 22. November 1893 an einer Austern-Vergiftung. Das Paar hatte eine 1892 geborene Tochter, Cécilie. Sie heiratete 1912 den Juristen Julius Seligsohn, der den Namen Seligsohn-Netter annahm und Teilhaber im Unternehmen wurde. Er emigrierte 1938 nach England und starb hier 1964.
Carl Leopold Netters Trauerfeier wurde in der Berliner Synagoge Fasanenstraße von Rabbiner Leo Baeck gehalten. Seine Trauerrede und die von Julius Stern sowie die Ansprachen von Rabbiner Dr. Loewenthal, Julius Blau, des Bühler Bürgermeister Grüninger, Professor Karl Heinsheimers und anderer bei der Beisetzung auf dem Jüdischen Friedhof Berlin-Weißensee erschienen in einer vom Syndicus der Jüdischen Gemeinde Leo Lilienthal herausgegebenen Gedenkschrift.

## Nachleben

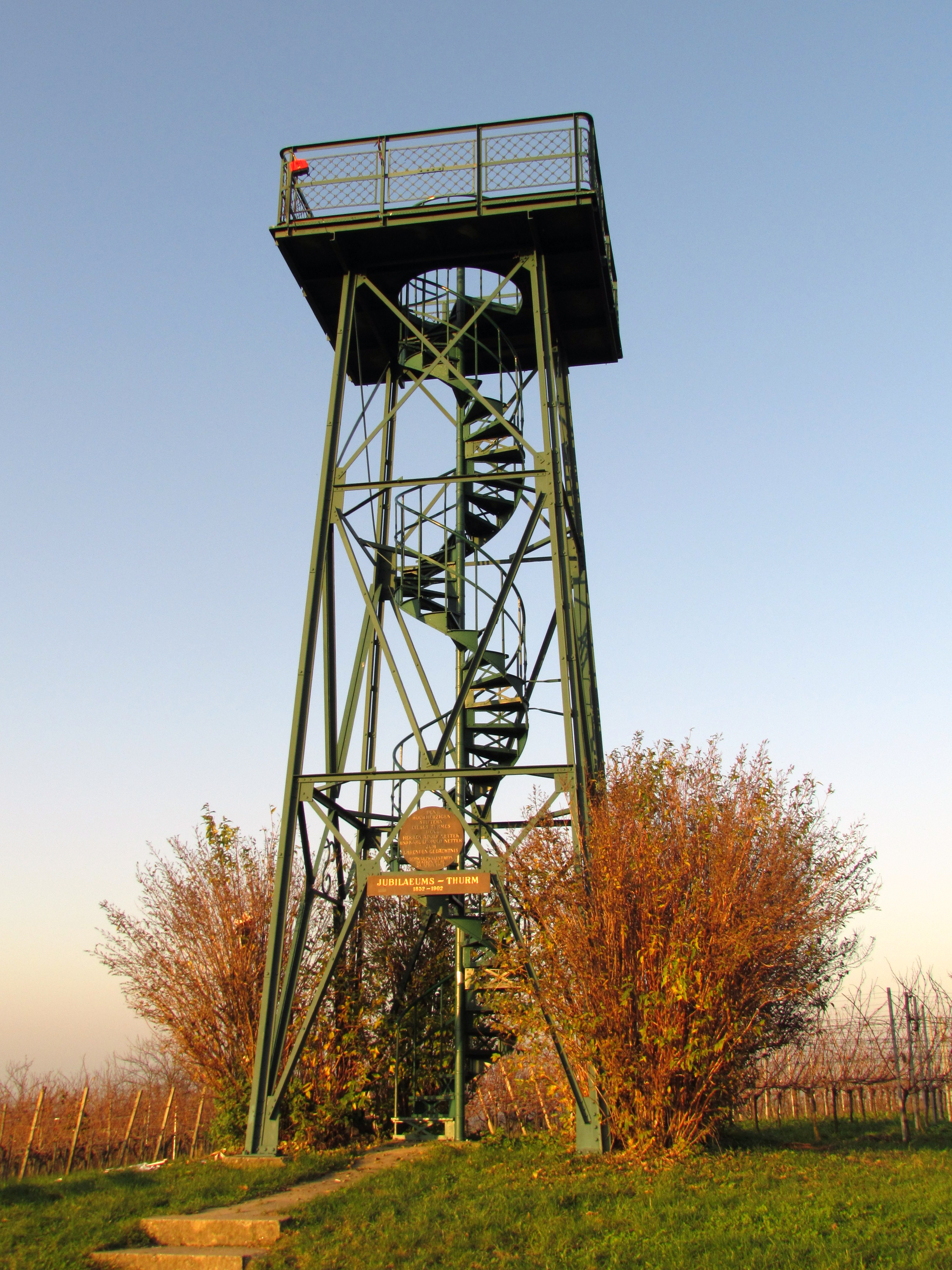
Carl-Netter-Turm in Bühl

Nach Carl Leopold Netter sind in Bühl die Carl-Netter-Straße und seit 1993 die Carl-Netter-Realschule benannt. Auch der 1902 zum 50. Thronjubiläum von Großherzog Friedrich I. von ihm und seinem Bruder Adolph Netter gestiftete Großherzog-Friedrich-Jubiläumsturm wird inoffiziell als Carl-Netter-Aussichtsturm bezeichnet. Im Bühler Stadtgarten erinnert ein Granitfindling mit Bronzetafel an Adolf und Carl Leopold Netter.
Eine Sammlung von Dokumenten zum Unternehmen und zur Familie, die Wolf Netter & Jacobi Collection befindet sich heute im Leo-Baeck-Institute in New York City.

## Restitutionen
Die Restitution eines kleinen Vermögensteiles in der Schweiz aus Netters Nachlass erfolgte erst 2010.
1916 hatte Carl Leopold Netter das Spitzweg-Gemälde Eingeschlafener Nachtwächter bei der Galerie Heinemann erworben. 1922 im Erbgang an seine Tochter gekommen, musste diese es 1936 versteigern lassen. Im Februar 2005 erhielten es ihre Erben durch Restitution zurück und ließen es 2006 von Christie’s in Amsterdam versteigern.

## Werke
- Zum Andenken an das 25jährige Geschäfts-Jubiläum der Firma Wolf Netter & Jacobi in Strassburg I./E. seinen lieben Socien Salomon Jacobi und Adolf Netter, In Liebe und Treue gewidmet von Carl Leop. Netter. Berlin 1898 Digitalisat